# Inostemma porteri
Inostemma porteri är en stekelart som beskrevs av Juan Brèthes 1918. Inostemma porteri ingår i släktet Inostemma och familjen gallmyggesteklar. Inga underarter finns listade i Catalogue of Life.